# 550 TCN
550 TCN là một năm trong lịch La Mã.